# Campeonato Mundial de Atletismo Sub-20 de 2022 - Salto triplo feminino
A prova do salto triplo feminino do Campeonato Mundial de Atletismo Sub-20 de 2022 ocorreu  nos dias 5 e 6 de agosto de 2022 no Estádio Olímpico Pascual Guerrero, em Cali, na Colômbia.

## Recordes
Antes desta competição, os recordes mundiais e do campeonato nesta prova eram os seguintes:
|       | Nome              | Nacionalidade | Distância | Local     | Data                 |
| ----- | ----------------- | ------------- | --------- | --------- | -------------------- |
| WU20R | Tereza Marinova   | Bulgária      | 14.62 m   | Sydney    | 25 de agosto de 1996 |
| CR    | Tereza Marinova   | Bulgária      | 14.62 m   | Sydney    | 25 de agosto de 1996 |
| WU20L | Sharifa Davronova | Uzbequistão   | 14.04 m   | Tasquente | 28 de maio de 2022   |

## Medalhistas
| Ouro                    | Prata                 | Bronze            |
| Sharifa Davronova (UZB) | Sohane Aucargos (FRA) | Tiana Boras (AUS) |

## Cronograma
Todos os horários são locais (UTC-5).
| Data        | Hora  | Evento               |
| ----------- | ----- | -------------------- |
| 5 de agosto | 06:05 | Qualificação Grupo A |
| 5 de agosto | 07:47 | Qualificação Grupo B |
| 6 de agosto | 12:50 | Final                |

## Resultados

### Qualificação
Qualificação: 13,15 m (Q) ou pelo menos melhor 12 qualificado (q).
| Posição | Grupo | Atleta                   | Nacionalidade            | Tentativas | Tentativas | Tentativas | Marca | Notas |     |
| Posição | Grupo | Atleta                   | Nacionalidade            | 1          | 2          | 3          | Marca | Notas |     |
| ------- | ----- | ------------------------ | ------------------------ | ---------- | ---------- | ---------- | ----- | ----- | --- |
| 1       | B     | Anna Gräfin Keyserlingk  | Alemanha                 | 13.24      |            |            | 13.24 | Q     |     |
| 2       | A     | Sharifa Davronova        | Uzbequistão              | 13.24      |            |            | 13.24 | Q     |     |
| 3       | B     | Iuliana Dabija           | Moldávia                 | 13.11      | 13.04      | 13.21      | 13.21 | Q,    |     |
| 4       | A     | Sohane Aucargos          | França                   | x          | 13.18      |            | 13.18 | Q     |     |
| 5       | A     | Tiana Boras              | Austrália                | x          | 13.14      | 13.08      | 13.14 | q,    |     |
| 6       | B     | Fernanda Maita           | Venezuela                | 13.11      | 12.88      | -          | 13.11 | q     |     |
| 7       | A     | Anna Kłosińska           | Polónia                  | 12.83      | 12.68      | 13.11      | 13.11 | q     |     |
| 8       | B     | Agur Dwol                | Estados Unidos           | 13.09      | 12.85      | 12.88      | 13.09 | q,    |     |
| 9       | A     | Machaeda Linton          | Jamaica                  | 12.88      | 13.04      | 13.06      | 13.06 | q,    |     |
| 10      | B     | Sotiria Rapti            | Grécia                   | 12.99      | 12.84      | x          | 12.99 | q     |     |
| 11      | A     | Ruth Hildebrand          | Alemanha                 | 12.76      | 12.99      | 12.80      | 12.99 | q     |     |
| 12      | A     | Wissal Harkas            | Argélia                  | 12.31      | x          | 12.95      | 12.95 | q     |     |
| 13      | B     | Valery Arce              | Colômbia                 | x          | 12.94      | 12.78      | 12.94 |       |     |
| 14      | B     | Ioana Emilia Colibasanu  | Roménia                  | 12.48      | x          | 12.92      | 12.92 |       |     |
| 15      | B     | Mariana de Oliveira      | Brasil                   | 12.85      | 12.71      | 12.77      | 12.85 |       |     |
| 16      | B     | Estrella Lobo            | Colômbia                 | x          | x          | 12.84      | 12.84 |       |     |
| 17      | A     | Alba Cuns                | Espanha                  | 12.74      | 12.70      | x          | 12.74 |       |     |
| 18      | B     | Anna Rugowska            | Polónia                  | 12.44      | 12.35      | 12.74      | 12.74 |       |     |
| 19      | B     | Winny Chepngetich Bii    | Quênia                   | 11.41      | 12.69      | 12.47      | 12.69 |       |     |
| 20      | B     | Anna Panenko             | Estónia                  | x          | x          | 12.67      | 12.67 |       |     |
| 21      | A     | Jennifer-Stefania Dossey | Roménia                  | 12.45      | 12.62      | x          | 12.62 |       |     |
| 22      | A     | Ana Paula Arguello       | Paraguai                 | 11.42      | x          | 12.59      | 12.59 |       |     |
| 23      | A     | Teodora Boberić          | Sérvia                   | x          | 12.44      | 12.54      | 12.54 |       |     |
| 24      | B     | Jana Dragutinović        | Sérvia                   | 12.50      | x          | x          | 12.50 |       |     |
| 25      | A     | Suzan Ogunleye           | Estados Unidos           | x          | 12.35      | 12.35      | 12.35 |       |     |
| 26      | A     | Mairy Pires              | Venezuela                | x          | 11.75      | 12.30      | 12.30 |       |     |
| 27      | A     | Leann Nicholas           | São Vicente e Granadinas | 11.84      | 12.08      | -          | 12.08 |       |     |
| 28      | B     | Khushnoza Shavkatova     | Uzbequistão              | x          | 12.04      | 12.05      | 12.05 |       |     |
| 29      | B     | Clémence Rougier         | França                   | DNS        | DNS        | DNS        | DNS   | DNS   | DNS |

### Final
A prova final foi realizada no dia 6 de agosto às 12:50. 
| Posição           | Atleta                  | Nacionalidade  | Tentativas | Tentativas | Tentativas | Tentativas | Tentativas | Tentativas | Marca | Notas           |
| Posição           | Atleta                  | Nacionalidade  | 1          | 2          | 3          | 4          | 5          | 6          | Marca | Notas           |
| ----------------- | ----------------------- | -------------- | ---------- | ---------- | ---------- | ---------- | ---------- | ---------- | ----- | --------------- |
| Medalha de ouro   | Sharifa Davronova       | Uzbequistão    | x          | 14.04      | x          | 13.15      | –          | –          | 14.04 | WU20L           |
| Medalha de prata  | Sohane Aucargos         | França         | 13.38      | x          | x          | 13.35      | 12.96      | x          | 13.38 |                 |
| Medalha de bronze | Tiana Boras             | Austrália      | 13.30      | 13.13      | x          | x          | x          | 13.01      | 13.30 | Recorde pessoal |
| 4                 | Fernanda Maita          | Venezuela      | 12.79      | 13.06      | 12.89      | 11.49      | 13.30      | 12.26      | 13.30 | Recorde pessoal |
| 5                 | Anna Gräfin Keyserlingk | Alemanha       | 12.87      | 13.07      | 13.26      | 11.24      | 13.12      | x          | 13.26 |                 |
| 6                 | Ruth Hildebrand         | Alemanha       | 12.59      | 12.98      | 13.21      | 11.36      | 12.87      | x          | 13.21 | Recorde pessoal |
| 7                 | Iuliana Dabija          | Moldávia       | 12.98      | 13.08      | 12.99      | 12.93      | 13.11      | 12.96      | 13.11 |                 |
| 8                 | Sotiria Rapti           | Grécia         | x          | 12.81      | 13.00      | 12.95      | 12.94      | 12.78      | 13.00 |                 |
| 9                 | Machaeda Linton         | Jamaica        | 12.31      | 12.86      | 12.61      |            |            |            | 12.86 |                 |
| 10                | Wissal Harkas           | Argélia        | 12.72      | x          | x          |            |            |            | 12.72 |                 |
| 11                | Anna Kłosińska          | Polónia        | x          | 12.69      | 12.55      |            |            |            | 12.69 |                 |
| 12                | Agur Dwol               | Estados Unidos | 12.60      | 12.63      | 12.60      |            |            |            | 12.63 |                 |

Legenda
| Recorde mundial       | Recorde mundial (World record)               |                       | Recorde africano                      | Recorde africano (African) |                                           | Q | Classificado por posição (Qualified) |
| Recorde do campeonato | Recorde do campeonato (Championship record)  | Recorde da América    | Recorde da América (Americas)         | q                          | Classificado por melhor tempo (Qualified) |   |                                      |
| Melhor marca do ano   | Melhor marca do ano (World leading)          | Recorde asiático      | Recorde asiático (Asian)              | DNS                        | Não largou (Did not start)                |   |                                      |
| Recorde nacional      | Recorde nacional (National record)           | Recorde europeu       | Recorde europeu (European)            | DNF                        | Não terminou (Did not finish)             |   |                                      |
| Recorde pessoal       | Recorde pessoal do atleta (Personal best)    | Recorde da Oceania    | Recorde da Oceania (Oceania)          | DSQ / DQ                   | Desclassificado (Disqualified)            |   |                                      |
| Recorde da temporada  | Recorde da temporada do atleta (Season best) | Recorde sul-americano | Recorde sul-americano (South America) | NM                         | Sem marca (No mark)                       |   |                                      |